# Bulgaria ai Giochi della XXIX Olimpiade
La Bulgaria ha partecipato ai Giochi della XXIX Olimpiade di Pechino, svoltisi dall'8 al 24 agosto 2008, con una delegazione di 70 atleti.

## Medaglie
| Medaglia | Atleta           | Sport              | Evento            |
| -------- | ---------------- | ------------------ | ----------------- |
| Oro      | Rumyana Neykova  | Canottaggio        | Singolo femminile |
| Argento  | Stanka Zlateva   | Lotta libera       | 72 kg femminile   |
| Bronzo   | Yavor Yanakiev   | Lotta greco-romana | 74 kg maschile    |
| Bronzo   | Radoslav Velikov | Lotta libera       | 55 kg maschile    |
| Bronzo   | Kiril Terziev    | Lotta libera       | 74 kg maschile    |

## Atletica leggera
| Gara  | Atleta         | Batterie | Batterie | Quarti | Quarti | Semifinali | Semifinali | Finale | Finale |
| Gara  | Atleta         | Tempo    | Pos.     | Tempo  | Pos.   | Tempo      | Pos.       | Tempo  | Pos.   |
| ----- | -------------- | -------- | -------- | ------ | ------ | ---------- | ---------- | ------ | ------ |
| 100 m | Desislav Gunev | 10"66    | 6        |        |        |            |            |        |        |
| 200 m | Desislav Gunev | 21"55    | 6        |        |        |            |            |        |        |

| Gara                   | Atleta            | Qualificazioni | Qualificazioni | Finale  | Finale |
| Gara                   | Atleta            | Misura         | Pos.           | Misura  | Pos.   |
| ---------------------- | ----------------- | -------------- | -------------- | ------- | ------ |
| Salto con l'asta       | Iliyan Efremov    | nessuna misura | -              |         |        |
| Salto con l'asta       | Spas Bukhalov     | 5,45 m         | 13             |         |        |
| Salto in lungo         | Nikolay Atanasov  | 7,54 m         | 35             |         |        |
| Salto triplo           | Momchil Karailiev | 17,12 m        | 11             | 16,48 m | 11     |
| Getto del peso         | Georgi Ivanov     | nessuna misura | -              |         |        |
| Lancio del giavellotto | Kolio Neshev      | 66,00 m        | 18             |         |        |

| Gara           | Atleta               | Batterie | Batterie | Quarti | Quarti | Semifinali   | Semifinali   | Finale | Finale |
| Gara           | Atleta               | Tempo    | Pos.     | Tempo  | Pos.   | Tempo        | Pos.         | Tempo  | Pos.   |
| -------------- | -------------------- | -------- | -------- | ------ | ------ | ------------ | ------------ | ------ | ------ |
| 100 m          | Ivet Lalova          | 11"33    | 1        | 11"40  | 3      | 11"51        | 7            |        |        |
| 100 m          | Tezdzhan Naimova     | 11"70    | 5        |        |        |              |              |        |        |
| 100 m          | Inna Eftimova        | 11"67    | 4        |        |        |              |              |        |        |
| 200 m          | Ivet Lalova          | 23"13    | 5        | 23"15  | 4      |              |              |        |        |
| 200 m          | Inna Eftimova        | 23"50    | 5        | 23"48  | 8      |              |              |        |        |
| 400 m ostacoli | Tsvetelina Kirilova  |          |          | 55"22  | 3      | 55"97        | 8            |        |        |
| 3000 siepi     | Dobrinka Shalamanova |          |          |        |        | non concluso | non concluso |        |        |

| Gara                   | Atleta              | Qualificazioni | Qualificazioni | Finale | Finale |
| Gara                   | Atleta              | Misura         | Pos.           | Misura | Pos.   |
| ---------------------- | ------------------- | -------------- | -------------- | ------ | ------ |
| Salto triplo           | Gita Dodova         | 13,53 m        | 25             |        |        |
| Lancio del disco       | Venera Getova       | 54,00 m        | 34             |        |        |
| Lancio del giavellotto | Rumyana Karapetrova | 40,15 m        | 52             |        |        |

## Badminton
| Gara              | Atleta           | Turno 1                            | Sedicesimi                      | Ottavi                               | Quarti | Semifinali | Finale |
| ----------------- | ---------------- | ---------------------------------- | ------------------------------- | ------------------------------------ | ------ | ---------- | ------ |
| Singolo femminile | Petya Nedelcheva | Sara Persson (Svezia) 21-10, 21-10 | Hadia Hosny (Egitto) 21-7, 21-4 | Wong Mew Choo (Malaysia) 16-21, 8-21 |        |            |        |

## Canoa/kayak
| Gara      | Atleta                     | Batterie | Batterie | Semifinali | Semifinali | Finale   | Finale |
| Gara      | Atleta                     | Tempo    | Pos.     | Tempo      | Pos.       | Tempo    | Pos.   |
| --------- | -------------------------- | -------- | -------- | ---------- | ---------- | -------- | ------ |
| C2 500 m  | Adnan Aliev Deyan Georgiev | 1'43"428 | 5        | 1'42"891   | 2          | 1'43"971 | 7      |
| C2 1000 m | Adnan Aliev Deyan Georgiev | 3'54"111 | 6        | 3'45"019   | 4          |          |        |

## Canottaggio
| Gara                 | Atleta                       | Batterie | Batterie | Quarti/ Ripescaggi | Quarti/ Ripescaggi | Semifinali | Semifinali | Finale  | Finale       |
| Gara                 | Atleta                       | Tempo    | Pos.     | Tempo              | Pos.               | Tempo      | Pos.       | Tempo   | Pos.         |
| -------------------- | ---------------------------- | -------- | -------- | ------------------ | ------------------ | ---------- | ---------- | ------- | ------------ |
| 2 di coppia maschile | Ivo Yanakiev Martin Yanakiev | 6'45"03  | 4        | 6'24"70            | 3                  | 6'26"72    | 4          | 6'45"91 | 4 (finale B) |
| Singolo femminile    | Rumyana Neykova              | 7'56"07  | 1        | 7'22"37            | 1                  | 7'33"29    | 2          | 7'22"34 | Oro          |

## Ciclismo

### Su strada e Cross country
| Gara                    | Atleta           | Tempo        | Posizione    |
| ----------------------- | ---------------- | ------------ | ------------ |
| Corsa in linea maschile | Daniel Petrov    | non concluso | non concluso |
| Corsa in linea maschile | Evgeniy Gerganov | non concluso | non concluso |

## Ginnastica

### Ginnastica artistica
| Gara                     | Atleta              | Volteggio | Corpo libero | Cavallo con maniglie | Anelli | Parallele | Sbarra | Trave  | Totale | Posizione | Finali  |
| ------------------------ | ------------------- | --------- | ------------ | -------------------- | ------ | --------- | ------ | ------ | ------ | --------- | ------- |
| Qualificazioni maschili  | Jordan Jovtchev     | -         | -            | -                    | 16,275 | -         | -      |        | 16,275 | 95        | anelli  |
| Qualificazioni femminili | Nikolina Tankusheva | 13,850    | 12,850       |                      |        | 12,700    |        | 12,075 | 51,475 | 61        | nessuna |

| Gara           | Atleta          | Punteggio | Posizione |
| -------------- | --------------- | --------- | --------- |
| Aneli maschili | Jordan Jovtchev | 15,525    | 8         |

### Ginnastica ritmica
| Atleta            | Qualificazioni | Qualificazioni | Qualificazioni | Qualificazioni | Qualificazioni | Qualificazioni | Finale | Finale  | Finale | Finale | Finale | Finale |
| Atleta            | Corda          | Cerchio        | Clavi          | Palla          | Totale         | Pos.           | Corda  | Cerchio | Clavi  | Palla  | Totale | Pos.   |
| ----------------- | -------------- | -------------- | -------------- | -------------- | -------------- | -------------- | ------ | ------- | ------ | ------ | ------ | ------ |
| Simona Peycheva   | 16,900         | 17.125         | 16,475         | 16,675         | 67,175         | 9              | 15,975 | 16,975  | 16,775 | 15,750 | 65,475 | 10     |
| Elizabet Paisieva | 16,175         | 16,400         | 16,200         | 14,525         | 63,300         | 19             |        |         |        |        |        |        |

| Zornitsa Marinova Yoanna Tancheva Yolita Manolova Maya Paunovska Tatyana Tongova Tsveta Kuseva | 16,825 | 16,875 | 33,700 | 5 | 16,750 | 16,800 | 33,550 | 5 |

## Lotta
| 55 kg  | Radoslav Velikov    | bye                      | Henry Cejudo (Stati Uniti) 1-0, 2-3, 3-4    |                                     |                             |  |                                     | Besarion Gochashvili (Georgia) 1-0, 2-1 | Namig Sevdimov (Azerbaigian) 0-2, 3-1, 1-0 |  |  |
| 66 kg  | Serafim Barzakov    | bye                      | Young-Ho Jung (Corea del Sud) 1-0, 1-2, 2-0 | Otar Tushishvili (Georgia) 0-3, 0-2 |                             |  |                                     |                                         |                                            |  |  |
| 74 kg  | Kiril Terziev       | bye                      | Meisam Joukar (Iran) 3-0, 3-1               | Arsen Gitinov (Kirghizistan) 6-6, F | Buvaisar Saitiev (Russia) F |  |                                     |                                         | Iván Fundora (Cuba) 6-5, F                 |  |  |
| 120 kg | Bozhidar Boyadzhiev | Liang Lei (Cina) 0-2,0-2 |                                             |                                     |                             |  | Fardin Masoumi (Iran) 1-0, 0-2, 2-4 |                                         |                                            |  |  |

| Gara  | Atleta         | Tabellone principale | Tabellone principale             | Tabellone principale               | Tabellone principale                   | Tabellone principale | Ripescaggi | Ripescaggi                             | Ripescaggi |
| Gara  | Atleta         | Sedicesimi           | Ottavi                           | Quarti                             | Semifinali                             | Finale               | Quarti     | Semifinali                             | Finale     |
| ----- | -------------- | -------------------- | -------------------------------- | ---------------------------------- | -------------------------------------- | -------------------- | ---------- | -------------------------------------- | ---------- |
| 63 kg | Elina Vaseva   | bye                  | Maria Dunn (Guam) 5-0, 7-0       | Alena Kartashova (Russia) 0-6, 1-2 |                                        |                      |            | Yelena Shalygina (Kazakistan) 0-5, 0-5 |            |
| 72 kg | Stanka Zlateva |                      | Ohenewa Akuffo (Canada) 2-0, 5-0 | Maider Unda (Spagna) 2-3, 6-0, 4-1 | Agnieszka Wieszczek (Polonia) 3-0, 5-0 | Wang Jiao (Cina) F   |            |                                        |            |

| Gara   | Atleta          | Tabellone principale                    | Tabellone principale                        | Tabellone principale                       | Tabellone principale                      | Tabellone principale | Ripescaggi | Ripescaggi                    | Ripescaggi                                   |
| Gara   | Atleta          | Sedicesimi                              | Ottavi                                      | Quarti                                     | Semifinali                                | Finale               | Quarti     | Semifinali                    | Finale                                       |
| ------ | --------------- | --------------------------------------- | ------------------------------------------- | ------------------------------------------ | ----------------------------------------- | -------------------- | ---------- | ----------------------------- | -------------------------------------------- |
| 55 kg  | Venelin Venkov  | Hamid Soryan (Iran) F                   |                                             |                                            |                                           |                      |            |                               |                                              |
| 60 kg  | Armen Nazarian  | David Bedinadze (Georgia) 1-1, 4-1, 5-0 | Makoto Sasamoto (Giappone) 0-4, 2-0, 2-0    | Vitali Rəhimov (Azerbaigian) 2-0, 0-3, 0-7 |                                           |                      |            | Sheng Jiang (Cina) 1-4, 0-6   |                                              |
| 66 kg  | Nikolay Gergov  | bye                                     | Şeref Eroğlu (Turchia) 1-1, 2-1             | Sergey Kovalenko (Russia) 2-1, 2-5, 3-1    | Kanatbek Begaliev (Kirghizistan) 1-1, 1-1 |                      |            |                               | Armen Vardanyan (Ucraina) 1-4, 2-1, 1-6      |
| 74 kg  | Yavor Yanakiev  | bye                                     | Chang Yongxiang (Cina) 2-3, 1-1             |                                            |                                           |                      |            | Sixto Barrera (Perù) 3-0, 4-0 | Aleh Mikhalovich (Bielorussia) 0-3, 2-0, 2-0 |
| 96 kg  | Kaloyan Dinchev | bye                                     | Marek Švec (Rep. Ceca) 1-4, 3-1, 1-1        |                                            |                                           |                      |            |                               |                                              |
| 120 kg | Ivan Ivanov     | bye                                     | Yannick Szczepaniak (Francia) 1-1, 1-1, 1-1 |                                            |                                           |                      |            |                               |                                              |

## Nuoto
| Gara                | Atleta            | Batterie | Batterie | Semifinali | Semifinali | Finale     | Finale |
| Gara                | Atleta            | Tempo    | Pos.     | Tempo      | Pos.       | Tempo      | Pos.   |
| ------------------- | ----------------- | -------- | -------- | ---------- | ---------- | ---------- | ------ |
| 1500 m stile libero | Petar Stoychev    |          |          | 15'28"84   | 30         |            |        |
| 100 m rana          | Mihail Alexandrov | 1'00"69  | 14       | 1'00"61    | 11         |            |        |
| 200 m rana          | Mihail Alexandrov | 2'11"94  | 24       |            |            |            |        |
| 100 m farfalla      | Georgi Palazov    | 55"25    | 60       |            |            |            |        |
| 200 m farfalla      | Georgi Palazov    | 2'01"84  | 39       |            |            |            |        |
| 200 m misti         | Mihail Alexandrov | 2'00"70  | 20       |            |            |            |        |
| Fondo 10 km         | Petar Stoychev    |          |          |            |            | 1h 59'09"1 | 6      |

| Gara               | Atleta         | Batterie | Batterie | Semifinali | Semifinali | Finale | Finale |
| Gara               | Atleta         | Tempo    | Pos.     | Tempo      | Pos.       |        |        |
| ------------------ | -------------- | -------- | -------- | ---------- | ---------- | ------ | ------ |
| 200 m stile libero | Nina Rangelova | 2'00"66  | 30       |            |            |        |        |

## Pallavolo

### Torneo maschile
La nazionale bulgara si è qualificata per i Giochi attraverso il terzo posto ottenuto nella Coppa del Mondo 2007.

#### Squadra
- Evgeni Ivanov
- Hristo Tsvetanov
- Andrej Žekov
- Boyan Yordanov
- Krasimir Gajdarski
- Matej Kazijski
- Vladimir Nikolov
- Teodor Salparov
- Kostadin Stoykov
- Todor Aleksiev
- Plamen Konstantinov
- Ivan Tassev

#### Prima fase
| 10 agosto | 20.00 | Bulgaria | 3-1 25-20, 25-21, 26-28, 25-19)  | Cina        | Capital Indoor Stadium                    |
| 12 agosto | 22.00 | Bulgaria | 3-1 (29-27, 23-25, 25-21, 25-19) | Giappone    | Capital Indoor Stadium                    |
| 14 agosto | 22.00 | Bulgaria | 1-3 (29-27, 21-25, 14-25, 24-26) | Stati Uniti | Capital Indoor Stadium                    |
| 16 agosto | 14.30 | Italia   | 3-0 (25-20, 25-21, 25-16)        | Bulgaria    | Capital Indoor Stadium                    |
| 18 agosto | 10.00 | Bulgaria | 3-1 (23-25, 25-19, 25-16, 25-22) | Venezuela   | Beijing Institute of Technology Gymnasium |

| posiz | squadra     | G | W | P | Sv | Sp | Quoz  | Pf  | Ps  | Quoz  | Pts |
| ----- | ----------- | - | - | - | -- | -- | ----- | --- | --- | ----- | --- |
| 1     | Stati Uniti | 5 | 5 | 0 | 15 | 4  | 3,750 | 460 | 371 | 1,240 | 10  |
| 2     | Italia      | 5 | 4 | 1 | 13 | 6  | 2,167 | 439 | 401 | 1,095 | 9   |
| 3     | Bulgaria    | 5 | 3 | 2 | 10 | 9  | 1,111 | 446 | 440 | 1,014 | 8   |
| 4     | Cina        | 5 | 2 | 3 | 9  | 13 | 0,692 | 445 | 492 | 0,904 | 7   |
| 5     | Venezuela   | 5 | 1 | 4 | 8  | 12 | 0,667 | 421 | 451 | 0,933 | 6   |
| 6     | Giappone    | 5 | 0 | 5 | 4  | 15 | 0,267 | 392 | 448 | 0,875 | 5   |

#### Seconda fase
| Quarti di finale | Quarti di finale | Quarti di finale | Quarti di finale                 | Quarti di finale | Quarti di finale       |
| ---------------- | ---------------- | ---------------- | -------------------------------- | ---------------- | ---------------------- |
| 20 agosto        | 10.00            | Russia           | 3-1 (20-25, 25-16, 25-22, 25-21) | Bulgaria         | Capital Indoor Stadium |

## Pugilato
| Gara                | Atleta         | Sedicesimi                       | Ottavi                                     | Quarti | Semifinali | Finale |
| ------------------- | -------------- | -------------------------------- | ------------------------------------------ | ------ | ---------- | ------ |
| Pesi welter leggeri | Boris Georgiev | Javier Molina (Stati Uniti) 14-1 | Uranchimegiin Mönkh-Erdene (Mongolia) 3-10 |        |            |        |
| Pesi supermassimi   | Kubrat Pulev   |                                  | Oscar Rivas (Colombia) 5-11                |        |            |        |

## Tennis
| Gara                | Atleta            | Trentaduesimi                       | Sedicesimi                              | Ottavi | Quarti | Semifinali | Finale |
| ------------------- | ----------------- | ----------------------------------- | --------------------------------------- | ------ | ------ | ---------- | ------ |
| Singolare femminile | Cvetana Pironkova | Marta Domachowska (Polonia) 6-3 6-4 | Dominika Cibulková (Slovacchia) 2-6 2-6 |        |        |            |        |

## Tiro
| Gara                        | Atleta         | Qualificazioni | Qualificazioni | Finale    | Finale       | Finale |
| Gara                        | Atleta         | Punteggio      | Pos.           | Punteggio | Punt. totale | Pos.   |
| --------------------------- | -------------- | -------------- | -------------- | --------- | ------------ | ------ |
| Pistola 10 m aria compressa | Tanyu Kiriakov | 580            | 10             |           |              |        |
| Pistola 50 m                | Tanyu Kiriakov | 562            | 7              | 94,8      | 656,8        | 6      |

| Gara                         | Atleta               | Qualificazioni | Qualificazioni | Finale    | Finale       | Finale |
| Gara                         | Atleta               | Punteggio      | Pos.           | Punteggio | Punt. totale | Pos.   |
| ---------------------------- | -------------------- | -------------- | -------------- | --------- | ------------ | ------ |
| Carabina 10 m aria compressa | Desislava Balabanova | 393            | 26             |           |              |        |
| Carabina 50 m tre posizioni  | Desislava Balabanova | 574            | 28             |           |              |        |
| Pistola 10 m aria compressa  | Maria Grozdeva       | 382            | 11             |           |              |        |
| Pistola 10 m aria compressa  | Irena Tanova         | 377            | 32             |           |              |        |
| Pistola 25 m                 | Maria Grozdeva       | 583            | 5              | 203       | 786          | 5      |
| Pistola 25 m                 | Irena Tanova         | 289            | 37             |           |              |        |

## Tiro con l'arco
| Gara                 | Atleta        | Turno di qualificazione | Turno di qualificazione | Turno 1                                 | Turno 2 | Ottavi | Quarti | Semifinali | Finale |
| Gara                 | Atleta        | Punteggio               | Pos.                    | Turno 1                                 | Turno 2 | Ottavi | Quarti | Semifinali | Finale |
| -------------------- | ------------- | ----------------------- | ----------------------- | --------------------------------------- | ------- | ------ | ------ | ---------- | ------ |
| Individuale maschile | Daniel Pavlov | 618                     | 59                      | Balzhinima Tsyrempilov (Russia) 102-112 |         |        |        |            |        |

## Vela
| Gara               | Atleta                       | Regata | Regata | Regata | Regata | Regata | Regata | Regata | Regata | Regata | Regata | Regata | Punteggio | Pos. |
| Gara               | Atleta                       | 1      | 2      | 3      | 4      | 5      | 6      | 7      | 8      | 9      | 10     | M      | Punteggio | Pos. |
| ------------------ | ---------------------------- | ------ | ------ | ------ | ------ | ------ | ------ | ------ | ------ | ------ | ------ | ------ | --------- | ---- |
| Windsurf femminile | Irina Konstantinova-Bontemps | 18     | 8      | 8      | 15     | 18     | 17     | 10     | 10     | 2      | 13     |        | 101       | 12   |